# Nattens vargar (film, 1940)
Nattens vargar (engelska: Johnny Apollo) är en amerikansk långfilm från 1940 i regi av Henry Hathaway, med Tyrone Power, Dorothy Lamour, Edward Arnold och Lloyd Nolan i rollerna.

## Handling
Pappan till Bob Cain (Tyrone Power), Robert Cain Sr. (Edward Arnold), sätts i fängelse, dömd för förskingring. För att kunna betala för sin fars frisläppande börjar sonen en brottslig karriär hos maffiabossen Mickey Dwyer (Lloyd Nolan). Han blir snart förälskad i dennes flickvän, Lucky (Dorothy Lamour).

## Rollista
| Tyrone Power       | – Bob Cain                    |
| Dorothy Lamour     | – "Lucky" Dubarry             |
| Edward Arnold      | – Robert Cain Sr.             |
| Lloyd Nolan        | – Mickey Dwyer                |
| Charley Grapewin   | – Judge Emmett T. Brennan     |
| Lionel Atwill      | – Jim McLaughlin              |
| Marc Lawrence      | – Bates                       |
| Jonathan Hale      | – Dr. Brown                   |
| Harry Rosenthal    | – Piano Player                |
| Russell Hicks      | – District Attorney           |
| Fuzzy Knight       | – Cellmate                    |
| Charles Lane       | – Assistant District Attorney |
| Selmer Jackson     | – Warden                      |
| Charles Trowbridge | – Judge                       |

## Produktion
Filmens inspelningstitel var Dance with the Devil.

## Adaptioner
En radioversion sändes 1941 på Lux Radio Theater med Burgess Meredith, Edward Arnold och Dorothy Lamour i rollerna.